# Římskokatolická farnost Pustiměř
Římskokatolická farnost Pustiměř je územní společenství římských katolíků v Pustiměři a okolí, s farním kostelem svatého Benedikta.

## Území farnosti
Do farnosti náleží území těchto obcí:
- Pustiměř - farní kostel svatého Benedikta
- Pustiměřské Prusy
- Zelená Hora

## Historie
První Kostel svatého Benedikta byl založený 15. září 1395. Tato středověká stavba s gotickým presbytářem byla dostavěna až koncem 16. století. V roce 1635 celý vyhořel a následně byl obnoven. Koncem 19. století se začaly na klenbě kostela objevovat trhliny. V roce 1896 musel tak být uzavřen a posléze stržen i se samostatně stojící zvonicí. Stavba nového kostela byla započata v únoru roku 1900. To vše pod patronací olomouckého arcibiskupa prof. ThDr. Theodora Kohna. Stavba kostela trvala necelé dva roky. Nový kostel byl hotov a předán v červenci roku 1901 a v neděli 24. července jej benedikoval rajhradský prelát Benedikt Jan Karel Korčian.
V těsné blízkosti za kostelem jsou pozůstatky románské rotundy sv. Pantaleona z roku 1085. I když první věrohodná zmínka o existenci rotundy je z roku 1232. Při založení kláštera v roce 1340 byla rotunda z počátku kostelem klášterním a to do doby než byl postaven nový kostel.Podle písemných zpráv zde byl pohřben v roce 1351 zakladatel pustiměřského kláštera olomoucký biskup Jan Volek. K rozebrání rotundy došlo kolem roku 1821 a dodnes se dochovalo nepatrné torso z její lodi. Zbytky rotundy jsou dnes situované nad dnešní kaplí svaté Anny a jsou součástí poutního místa.
Kaple svaté Anny je třetí církevní stavba na nezvykle malém prostoru, která byla postavena ve 14. století, pravděpodobně biskupem Janem Volkem. Kaple v roce 1635 vyhořela a obnovena byla ještě za kardinála Františka z Ditrichštejna. Kaple je postavena na základech starší stavby na půdorysu řeckého kříže. V roce 1694 měla společnou sakristii s rotundou. Dnešní podobu má kaple z roku 1820. Na přelomu 19. a 20. století kaple sloužila po 6 let jako farní kostel.

## Duchovní správci
Farářem je od 15.1. 1995 Dr. Josef Beníček.

## Bohoslužby
| Kostel                   | Místo    | Bohoslužba (den)     | Hodina                         | Poznámka     |
| ------------------------ | -------- | -------------------- | ------------------------------ | ------------ |
| kostel svatého Benedikta | Pustiměř | neděle pondělí pátek | 8.00 17.00 (zima)/18.00 (léto) | Farní kostel |

## Aktivity ve farnosti
Farnost se pravidelně zapojuje do akce Tříkrálová sbírka. V roce 2018 se při ní v Pustiměři vybralo 35 625 korun.